# Jason Suecof
Jason Suecof (Los Angeles, 3 aprile 1980) è un produttore discografico, chitarrista e paroliere statunitense.

## Biografia
Paraplegico dall'età di due anni, Jason Suecof è noto per essere il principale produttore discografico della band statunitense Trivium, che produce dal 2003 con la sua casa di produzione, l'Audio Hammer Records, assieme ad una moltitudine di gruppi di genere metal, rock, country e rap. Nel 1994 fonda, assieme al fratello Jordan la band technical death metal Capharnaum, alla quale prendono parte anche Ryan Adams come chitarrista e Matt Heafy dei Trivium come cantante. È membro inoltre del progetto musical-demenziale Crotchduster, con lo pseudonimo di Fornicus 'Fuckmouth' McFlappy e dei Charred Walls of the Damned in veste di chitarrista, accanto al batterista Richard Christy, il bassista Steve DiGiorgio e il cantante Ripper Owens.

## Gruppi musicali prodotti
- All That Remains
- As They Sleep
- Atheist
- August Burns Red
- Austrian Death Machine
- Beneath the Massacre
- Black Tide
- Born of Osiris
- Bury Your Dead
- Cannae
- Capharnaum
- Carnifex
- Charred Walls of the Damned
- Chimaira
- Dååth
- Death Angel
- Demon Hunter
- Devil's Gift
- DevilDriver
- Emery
- Failsafe
- God Forbid
- If Hope Dies
- Jim Florentine
- Job for a Cowboy
- Karaoke
- Kataklysm
- Luna Mortis
- Monstrosity
- Mutiny Within
- Neuraxis
- Order of Ennead
- Rick Renstrom
- Roadrunner United
- Sanctity
- Seemless
- Sevendust
- Stat Quo
- String Tribute Players
- Submersed
- Summon
- Sworn Enemy
- The Autumn Offering
- The Black Dahlia Murder
- The Famine
- To Speak of Wolves
- Trivium
- Whitechapel

## Discografia

### Con i Charred Walls of the Damned
- 2010 - Charred Walls of the Damned
- 2011 - Cold Winds on Timeless Days
- 2016 - Creatures Watching Over the Dead

### Con i Capharnaum
- 1997 - Reality Only Fantasized
- 2004 - Fractured

### Con i Roadrunner United
2005 - The All-Star Sessions